# بلدية القدس
بلدية القدس ((بالعبرية: עיריית ירושלים‏)) هي بلدية مدينة القدس ، وتقع في منطقة القدس الإدارية المتنازع عليها بين الاحتلال الإسرائيلي والسلطة الوطنية الفلسطينية.

## المكاتب
توجد سلطات البلدية في مبنى مكاتب رئيس بلدية القدس، الذي تم إنشاؤه في التسعينات حول ميدان صفرا في حديقة دانيال. يجمع بين جميع أنشطة البلدية التي كانت موجودة في السابق في 32 مبنى مختلف منتشرة في جميع أنحاء المدينة. تم اختيار موقع المكاتب البلدية للمدينة في منتصف الثمانينيات لأنه كان مركز المدينة بين الشرق والغرب، بالقرب من المدينة القديمة وشارع يافا الرئيسي التاريخي للمدينة، ونظرًا لأن هذا الموقع يقع في المركز التاريخي للمدينة، فقد تم اتخاذ العديد من التدابير لإنشاء مباني تلبي الاحتياجات العملية للبلدية دون الإضرار بالطبيعة المعمارية والتاريخية للمنطقة. أدت هذه الاعتبارات إلى الحفاظ على المباني التاريخية المختلفة التي تم تجديدها، وبناء مبنيين حديثين في ثلاثة مواقع، في ميدان الصفرا بشكل أساسي.

## وصلات خارجية
- الموقع الرسمي